# Wyspy Pod Wiatrem
Wyspy Pod Wiatrem (fr. Îles sous le Vent, ang. Leeward Islands) – grupa wysp w archipelagu Wyspy Towarzystwa, należących do Polinezji Francuskiej. Stanowią jedną z 5 jednostek podziału administracyjnego tego terytorium. Ich łączna powierzchnia to 471 km², a ludność – 30,2 tys. (2002). Stolicą regionu jest Uturoa (3,6 tys., 2002) na wyspie Raiatea.
Wyspy zostały odkryte przez Jamesa Cooka 12 kwietnia 1769 podczas brytyjskiej ekspedycji naukowej na Ocean Spokojny, której celem miała być obserwacja przejścia Wenus przez tarczę słoneczną, co było niezwykle ważne dla Admiralicji Brytyjskiej dla obliczenia dokładnie wymiarów Ziemi w celach kartograficznych. Całej grupie wysp wraz z sąsiednimi Wyspami Na Wietrze (ang. Windward Islands) nadał nazwę Wysp Towarzystwa (ang. Society Islands) na cześć brytyjskiego Royal Society. W 1843 wyspy zostały francuskim protektoratem, a od 1880 – kolonią.
Wyspy są górzyste, zbudowane ze skał wulkanicznych – trachitów, dolerytów i bazaltów. Działalność wulkaniczna na obszarze wysp już się zakończyła.

## Wyspy Pod Wiatrem
- Raiatea – największa z wysp,
- Huahine – w czasie przypływu tworzy dwie wyspy Huahine Nui i Huahine Iti,
- Bora-Bora
- Maupiti
- Tahaa (Uporu)
- Tupai
- Manuae (Scilly)
- Maupihaa (Mopelia)
- Motu One